# World Racing
World Racing ist eine Serie von Rennsimulationen, entwickelt von dem deutschen Hersteller Synetic aus Gütersloh. Der erste Teil nannte sich nach dem enthaltenen Fuhrpark Mercedes-Benz World Racing (kurz MBWR), während der Nachfolger einfach nur World Racing 2 (kurz WR2) genannt wurde.

## Spielbeschreibung
Mercedes-Benz World Racing erschien 2003 zunächst für die Xbox und später für Windows, PlayStation 2 sowie Nintendo GameCube und baute stark auf den Erfahrungen aus den vorherigen Spielen des Herstellers (N.I.C.E. 2, Mercedes-Benz Truck Racing) auf. Enthalten waren dem Titel gemäß ausschließlich Fahrzeuge von Mercedes-Benz, wobei neben dem damals aktuellen Angebot an Serienfahrzeugen auch einige Rennsportfahrzeuge (z. B. W 125) und historische Wagen (z. B. 280 SL) enthalten waren. World Racing 2 erschien 2005 für dieselben Systeme außer dem GameCube, umfasste jedoch auch Fahrzeuge von anderen Herstellern (Volkswagen, Škoda, Alfa Romeo etc.) und basierte auch technisch auf einer rundum erneuerten Spiel-Engine.
Charakteristisch für das Spiel ist die Gestaltung der Rennstrecken. Waren bei früheren Rennspielen die Strecken schlauch- oder röhrenförmig durch einen im Spiel nicht genutzten Raum gelegt, so verwendete World Racing eine komplett berechnete Landkarte, auf der es ein vorgegebenes Netz an befahrbaren Strecken gab. Diese vorgegebenen Wege wurden für verschiedene Streckenverläufe unterschiedlich abgesperrt. Insgesamt war es durch diese Technik, die bereits bei Spielen wie Carmageddon Verwendung fand, möglich, den Spieler in einem großen Areal mit hoher Sichtweite und vielen Details abseits der Streckenränder fahren zu lassen.
Spielerisch steht der Karrieremodus im Vordergrund. Hierbei finden Rennen in stets wechselnden Szenerien und mit anderen Fahrzeugen statt. Daneben muss der Spieler im Karrieremodus auch Sonderaufgaben (so genannte Missionen) wie das Abfahren von im Gelände verteilten Checkpoints oder das Aufstellen eines neuen Rundenrekords auf einer Teststrecke absolvieren. Der Spieler wird belohnt, indem ihm neue Fahrzeuge, Motorisierungen und Strecken freigeschaltet werden. Zudem erhält der Spieler im Rahmen einer Leistungseinschätzung Teilwertungen für andere Punkte als dem reinen Rennergebnis; so werden auch sein Fahrstil, seine Fairness und Anderes bewertet. Daneben kann der Spieler jederzeit ein Einzelrennen starten oder Missionen der Karriere wiederholen.
Ein Mehrspielermodus war in MBWR ursprünglich nur in Form eines Split Screen vorhanden, erst mit einem Patch waren Rennen über lokale Netzwerke oder Internet möglich. In WR2 sind diese Möglichkeiten bereits standardmäßig vorhanden.
Am 2. November 2009 veröffentlichte die Entwicklerfirma Synetic nach über vier Jahren überraschend einen Patch für World Racing 2, der auftretende Probleme mit dem Kopierschutztreiber unter Windows 7 beseitigt. Nach der Installation kann das Spiel ohne Einlegen der Original-DVD gestartet werden, was von den Fans durchweg positiv aufgenommen wurde, da das Update auch unter anderen Betriebssystemen eingespielt werden kann. Es sind außerdem alle Bugfixes aus vorherigen Patches enthalten.

## Rezeption
An MBWR gab es bei Erscheinen wenig negative Kritik von Seiten der Fachpresse. Kritisiert wurden neben dem fehlenden Netzwerkmodus meist die wenig aggressiv und stets perfekt fahrenden Computergegner. Aus technischen Gründen stellen die meisten dargestellten Bäume außerdem keine Hindernisse für das Fahrzeug dar. Weiterhin wurde bemängelt, dass es keine Möglichkeit gebe, das Fahrzeugsetup zu verändern. Ansonsten fand das Spiel unter den Autoren jedoch einige Anhänger und erhielt folgende Wertungen:
Auch World Racing 2 wurde durchweg positiv aufgenommen und erhielt hohe Wertungspunktzahlen. Besonders die große Fahrzeugauswahl konnte überzeugen und die schon vom Vorgänger bekannten frei befahrbaren detailreichen Landschaften fanden ihre Freunde. Kritikpunkte waren unter anderem der für Anfänger zu schwierig gestaltete Karrieremodus und damit verbunden die erst späte vollständige Freischaltung des Modus Freie Fahrt. Insgesamt konnte World Racing 2 die folgende Wertungen erreichen:
- PC Games 11/2005: 83 %
- Gamestar 11/2005: 80 %
- PC Action 12/2005: 81 %
- Netzwelt: 88 %
- Power Play 10/2005: 77 %

## Enthaltene Strecken

### Mercedes-Benz World Racing
- Alpen (verschneit und sommerlich)
- Australien (Outback und Küste)
- Japan (Vulkanlandschaft, Berge und Seen)
- Mexiko (Küste, Regenwald und Tempelanlage der Azteken)
- The City (Großstadt mit verschiedenen Stadtteilen)
- Nevada (Berge und Ortschaften sowie Area 51)
- Hockenheimring (Nachbau der gleichnamigen Rennstrecke)
- Testcenter mit verschiedenen Kursen und Offroad-Strecken

### World Racing 2
- Welt 1: Italien (hügelige Landschaft mit historischer Kleinstadt)
- Welt 2: Hawaii (Berge, Küstenstraßen und der Marinestützpunkt Pearl Harbor)
- Welt 3: Miami (Stadt am Meer)
- Welt 4: Ägypten (Wüste, Pyramiden von Gizeh und Nilufer)
- Welt 5: Hockenheimring (Nachbau der gleichnamigen Rennstrecke)
- Welt 6: Testcenter (großes, rennstreckenähnliches Areal)

## Community
Zu beiden Spielen hat sich im Internet eine große Fan-Gemeinde gebildet, die hauptsächlich Add-ons in Form von neuen Fahrzeugen, Vinyls, Strecken oder Felgen produziert, wobei häufig Fahrzeuge aus anderen Rennspielen (beispielsweise Need for Speed oder Test Drive Unlimited) konvertiert werden. Eigens zu diesem Zweck haben Fans spezielle Programme entwickelt, die den Moddern die Arbeit erleichtern sollen. Zu den Populärsten zählen hierbei das Mesh Tool-Kit (MTKit), mit dem sich umfangreiche Materialeinstellungen am Fahrzeug vornehmen lassen, sowie der WR2 Manager, der das Hinzufügen von neuen Strecken in World Racing 2 ermöglicht. Beide Tools wurden vom Modder Krom geschrieben. Seit der Veröffentlichung eines speziellen „Scenery Editors“ von Alma ist es außerdem möglich, Szenarien von Grund auf neu zu erstellen und sie ins Spiel zu implementieren.
Insgesamt wurden seit dem Erscheinen von WR2 im Jahre 2005 über 1000 Add-on-Fahrzeuge und über 100 Strecken veröffentlicht. Auch heute, nach mehr als 13 Jahren, werden in unregelmäßigen Abständen noch Add-Ons herausgebracht. Die Erstellung neuer Strecken gestaltete sich anfangs schwierig, mangels passender Programme und fehlende Kenntnisse über den Programmaufbau. Viele der Strecken werden aus anderen Spielen konvertiert, ein großer Teil der Szenarios aber auch von Fans mit Hilfe von 3D-Programmen wie z. B. Blender erstellt.
Beliebte Modifikationen für World Racing 2 sind beispielsweise die Szenarios „Autobahn“ aus dem Spiel Alarm für Cobra 11: Nitro oder „Alpen“ aus dem ersten Teil der World-Racing-Serie, die beide von Krom konvertiert wurden. Zu den beliebtesten Fahrzeugen zählen vor allem Sport- und Supersportwagen sowie Tuning-Versionen, aber auch Serienwagen von Herstellern wie Mercedes-Benz, BMW, Porsche, Audi oder Volkswagen.